# Lauren Kitchen
Lauren Kitchen (Armidale, 21 november 1990) is een Australisch voormalig wielrenster.
In februari 2015 won ze het Oceanisch kampioenschap op de weg. In april 2015 won ze de tweede etappe van de Ronde van Thailand. Op 1 mei won ze de Ronde van Overijssel en later die maand een etappe, het eindklassement en puntenklassement van de Tour of Zhoushan Island. In september 2018 won ze de GP d'Isbergues.
Ze reed in 2012 bij de Nederlandse wielerploeg Rabobank, in 2013 voor het Britse Wiggle Honda, drie jaar voor het Noorse Hitec Products, in 2017 voor WM3 Pro Cycling en vanaf 2018 bij het Franse FDJ Nouvelle-Aquitaine Futuroscope. In mei 2021 hing ze haar fiets aan de wilgen.

## Palmares
2013
Ronde van Oudenbosch
2014

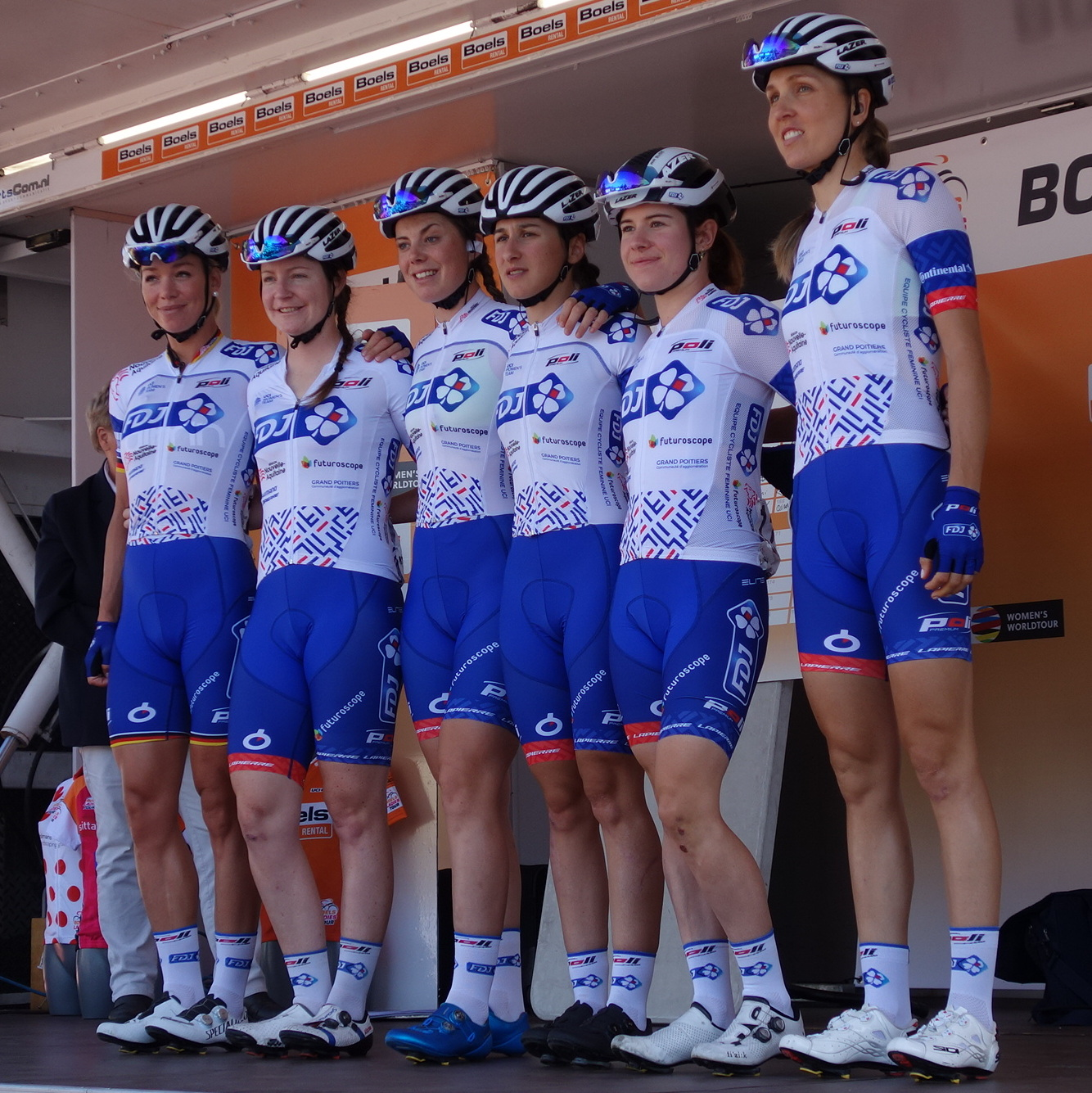
Lauren Kitchen (2e van links) met haar ploeg FDJ in de Boels Ladies Tour 2019.

 Australisch kampioenschap op de weg
2015
 Oceanisch kampioen op de weg
Eindklassement Tour of Zhoushan Island
Puntenklassement Tour of Zhoushan Island
2e etappe Tour of Zhoushan Island
Ronde van Overijssel
2e etappe Ronde van Thailand
2018
 Australisch kampioenschap op de weg
GP d'Isbergues
La Picto-Charentaise
Antoshina · De Jong · De Vocht · Düster · Ferrand-Prévot · Kitchen · Knetemann · Slappendel · Stultiens · Talen · Van Paassen · Van Vleuten · Vos
Barker · Bartelloni · Becker · Bronzini · Collins · Gilmore · Hagiwara · King · Kitchen · Roberts · Rowsell · Schnitzmeier · Trott · Villumsen
Bjørnsrud · Cordon · Gotaas Johnsen · Hatteland Lima · Heine · Hosking · Kitchen · Leth · Longo Borghini · Minge · Moberg · Moolman · Olsson · Thorsen
Becker · Bjørnsrud · Gotaas Johnsen · Guderzo · Gunvaldsen · Hatteland Lima · Heine · Kitchen · Leth · Lorvik · Moberg · Thorsen · Van Glabeke · Wild
Andersen · Becker · Bjørnsrud · Frapporti · Gotaas Johnsen · Guderzo · Gunvaldsen · Hatteland Lima · Heine · Kitchen · Leth · Lorvik · Moberg · Thorsen · Wild
Gafinovitz · Kastelijn · Kitchen · Korevaar · Koster · Markus · Niewiadoma · Plichta · Scandolara · Tenniglo · Vos
Bravard · Demay · Duval · Fournier · Gillow · Grossetête · Guilman · Kitchen · Muzic · Richioud · Slik · Tenniglo
Becker · Borgli · Bravard · Demay · Duval · Fahlin · Gillow · Grossetête · Guilman · Kitchen · Le Net · Muzic · Richioud · Wiel
Borgli · Chapman · Duval · Fahlin · Gillow · Grossetête · Guilman · Kitchen · Le Net · Muzic · Uttrup Ludwig · Wiel
Borgli · Cavalli · Chapman · Duval · Fahlin · Grossetête · Guilman · Kitchen · Le Net · Muzic · Uttrup Ludwig · Wiel